# Gerhard Stumme (Landrat)
Gustav Gerhard Heinrich Stumme (* 23. Januar 1889 in Halberstadt; † 15. Februar 1934 in Nordhausen) war ein deutscher Kommunalbeamter.

## Leben
Stumme studierte an der Albert-Ludwigs-Universität Freiburg Rechts- und Staatswissenschaft. 1909 wurde er im Corps Hasso-Borussia Freiburg recipiert. 1920 wurde er an der Schlesischen Friedrich-Wilhelms-Universität Breslau zum Dr. rer. pol. promoviert. Ab Januar 1912 war er als Gerichtsreferendar in Breslau tätig. Im Ersten Weltkrieg diente er als Soldat im Deutschen Heer. Seit 1922 Regierungsrat in der allgemeinen Verwaltung, wurde er 1923 zum Landrat im thüringischen Kreis Weißensee ernannt. Später ließ er sich nach Nordhausen versetzen, wo er die Stelle als Landrat im Landkreis Grafschaft Hohenstein am 26. August 1932 antrat. Die offizielle Amtsübertragung war am 1. Oktober 1932. Stumme war Mitglied der Deutschnationalen Volkspartei und trat 1933 der Nationalsozialistischen Deutschen Arbeiterpartei bei. In seine Amtszeit fiel die Eingliederung des Kreises Ilfeld in den Landkreis Grafschaft Hohenstein. In scharfer Gegnerschaft stand er zum NSDAP-Kreisleiter. Er stürzte am 15. Februar 1934 aus einem Fenster des Landratsamtes und kam mit 45 Jahren ums Leben. Er wurde in Halberstadt beigesetzt. Stumme hatte 1914 geheiratet und war Vater dreier Kinder.